# Pavol Adámi
Pavol Adámi (9. července 1739 Beluša – 11. listopadu 1814 Vídeň) byl slovenský lékař, veterinář a zoolog. Působil jako profesor na Vídeňské univerzitě a na Lékařské fakultě Jagellonské univerzity v Krakově. Byl odborník evropského významu na nakažlivé choroby dobytka, zvláště dobytčí mor.